# Елена — свободная
«Еле́на — свобо́дная» (англ. Elena Undone) — американская мелодрама 2010 года режиссёра Николь Конн.

## Сюжет
Елена замужем за Барри, местным пастором, у них есть сын Нэш. Барри пропагандирует запрет однополых браков. Елена видит, что его действия скорее продиктованы желанием угодить членам общины, чем собственными убеждениями и чувствами. Это вызывает у неё протест. В их браке нет любви, и хотя Елена свыклась с этим за долгие годы, она не может пойти против собственных чувств. Спасая свой брак, Елена пытается завести второго ребёнка,но тщетно. Елена думает об усыновлении, в агентстве по усыновлению Елена встречает Пейтон.
Встреча и знакомство с Пейтон дарит Елене давно не испытываемое душевное общение. Пейтон писательница, чьи книги посвящены проблеме агорафобии. Между женщинами сразу возникает симпатия и они начинают часто видеться. Пейтон лесбиянка, она быстро влюбляется в Елену, но пытается себя сдержать, понимая всю бесперспективность своих чувств. Однако и Елена понимает, что Пейтон стала для неё больше, чем подруга. Женщины признаются друг другу в своих переживаниях, и у них начинается роман.
Барри недоволен тем, что жена много времени проводит с Пейтон, пропасть между ним и Еленой всё увеличивается. Пейтон не верит, что у отношений между ней и Еленой может быть перспектива, она разрывает с ней. В это время Барри узнаёт всю правду, и Елена уходит от него. Долгие месяцы разлуки помогают женщинам лучше понять свои чувства, и они снова находят друг друга.

## В ролях
| В ролях         |  | Персонаж             |
| --------------- |  | -------------------- |
| Некар Задеган   |  | Елена                |
| Трейси Динвидди |  | Пейтон               |
| Гэри Уикс       |  | Барри, муж Елены     |
| Сэм Харрис      |  | Тайлер               |
| Коннор Крамме   |  | Нэш, сын Елены       |
| Сабрина Фустер  |  | Тори, подружка Нэша  |
| Мэри Уэллс      |  | Уэйв, подруга Пейтон |